# فرانك جي. ألين
فرانك جي. ألين (بالإنجليزية: Frank G. Allen)‏ هو سياسي أمريكي، ولد في 6 أكتوبر 1874 في لين في الولايات المتحدة، وتوفي في 9 أكتوبر 1950 في نوروود في الولايات المتحدة. حزبياً، نشط في الحزب الجمهوري.

## مناصب
- انتخب نائب حاكم ماساتشوستس [الإنجليزية]‏ (8 يناير 1925 – 3 يناير 1929).
- انتخب عضو مجلس نواب ماساتشوستس.
- انتخب رئيس مجلس شيوخ ماساتشوستس [الإنجليزية]‏ (1921 – 1924).
- انتخب حاكم ماساتشوستس [الإنجليزية]‏ (3 يناير 1929 – 8 يناير 1931).